# سيليفينيوتيكا (أهيا)
سيليفينيوتيكا (Συλιβαινιώτικα) هي مدينة في أهيا في مقاطعة كينتريكي إلادا في اليونان.